# Plan de Cayley
En mathématiques, le plan de Cayley (ou plan projectif octonionique) P2(O) est un plan projectif sur les octonions.
Le plan de Cayley a été découvert en 1933 par la mathématicienne allemande Ruth Moufang et porte le nom d'Arthur Cayley pour son article de 1845 décrivant les octonions.

## Propriétés
Dans le plan de Cayley, les droites et les points peuvent être définis de manière naturelle de sorte à former un espace projectif de dimension deux, c'est-à-dire un plan projectif. C'est un plan non arguésien, c'est-à-dire que le théorème de Desargues n'est pas vérifié.
Plus précisément, depuis 2005, il existe deux objets appelés plans de Cayley, à savoir le plan de Cayley réel et le plan Cayley complexe. Le plan de Cayley réel est l'espace symétrique F4/Spin(9), où F4 est une forme compacte d'un groupe de Lie simple exceptionnel et Spin(9) est le groupe spinoriel associé à l'espace euclidien de dimension neuf (réalisé dans F4). Il admet une décomposition cellulaire en trois cellules, de dimensions 0, 8 et 16.
Le plan de Cayley complexe est un espace homogène sous la complexification du groupe E6 par un sous-groupe parabolique P1. C'est l'orbite fermée dans la projectivisation de la représentation complexe de dimension minimale de E6. Le plan de Cayley complexe est constitué de deux orbites complexes sous F4 : l'orbite fermée est un quotient du groupe F4 complexifié par un sous-groupe parabolique, l'orbite ouverte est la complexification du plan de Cayley réel, sur laquelle elle se rétracte.